# Komondjari
A Komondjari é uma província Burkina Faso localizada na região de Este. Sua capital é a cidade de Gayéri.

## Departamentos

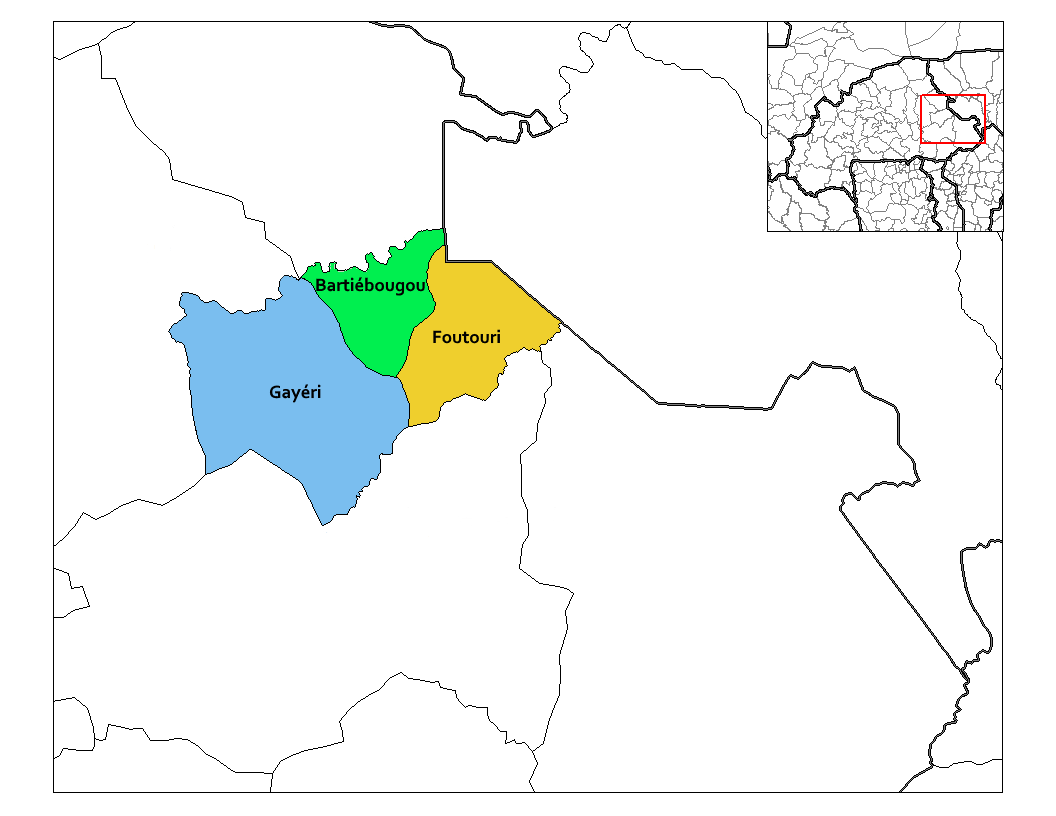
Localização dos diversos departamentos da província da Komondjari, Burkina Faso

A província da Komondjari está dividida em três departamentos:
- Bartiébougou
- Foutouri
- Gayéri